# Мышковичи (Житомирская область)
Мышковичи (укр. Мишковичі) — село на Украине, основано в 1883 году, находится в Овручском районе Житомирской области.
Код КОАТУУ — 1824285803. Население по переписи 2001 года составляет 45 человек. Почтовый индекс — 11133. Телефонный код — 4148. Занимает площадь 0,015 км².

## Адрес местного совета
11133, Житомирская область, Овручский р-н, с. Песчаница, ул. Сергея Базильчука, 1